# 吉赛尔·邦辰
吉賽兒·卡洛琳·邦臣（葡萄牙語發音：[ʒiˈzɛli kaɾoˈlini ˈbĩtʃẽj]，德語發音：[ɡiˈzɛlə kaʁoˈliːnə ˈbʏntçn̩]；1980年7月20日—），生于巴西南大河州，史上最富裕的傳奇超模、联合国自然环境亲善大使、女演員、作家以及企業家。1998年，17歲的吉賽兒·邦臣因登上「Alexander McQueen」的秀場而受到矚目，她的知名度隨即被打開，翌年她就登上「Vogue」封面，1999年至2006年間她效力於維多利亞的秘密（Victoria's Secret）並簽下該品牌最高金額的合約。吉賽兒·邦臣憑藉著結實健美健康的形象在時尚圈迅速走紅，徹底扭轉了世人對於模特兒瘦骨嶙峋的刻板印象，她的模特事業隨著千禧年一起進入輝煌時代，2002年她被福布斯認定為年收入最高的模特兒第一名，並連續蟬聯此頭銜長達15年（2002年至2016年），此紀錄已被載入金氏世界紀錄中。吉賽兒·邦臣在模特兒業內締造了許多難以超越的標竿，她被models.com模特網站遴選為傳奇超模「Legends」。2015年，吉賽兒·邦臣宣布不再從事伸展台工作，但原來模特兒及自己品牌事業仍會繼續經營，她將多餘心力放在家庭和公益事業上。

## 早年
吉賽兒·邦臣1980年生于巴西南里奥格兰德州奥莉松提娜镇，双亲均是第五代德国裔巴西人。家里生了六名小孩都是女儿，她是第六个，而且她是双胞胎，她的五个姐姐分别是Raquel, Graziela, Gabriela, Rafaela和孪生姐姐Patrícia大5分钟。父亲Valdir Bündchen是大学教师兼作家，母亲Vânia Nonnenmacher则是银行职员。
吉賽兒·邦臣的母语是葡萄牙语，同时会讲西班牙语和英语三种语言：“我们家这个镇子以前是德国人的殖民地。在学校，我从三年级开始学习德语，接触德语很长时间，但是后来我忘记了，我们家是德国在巴西的第六代移民。”
吉賽兒·邦臣在学校读书时，身高就已经非常高挑，而且手臂很长，成为校排球队精英。

## 模特兒時期
1993年，邦臣和双胞胎姐姐参加了模特训练课程。1994年，Elite星探在圣保罗相中了邦臣，并陆陆续续赢得一些选美比赛，自此开始模特生涯，1996年前往纽约。

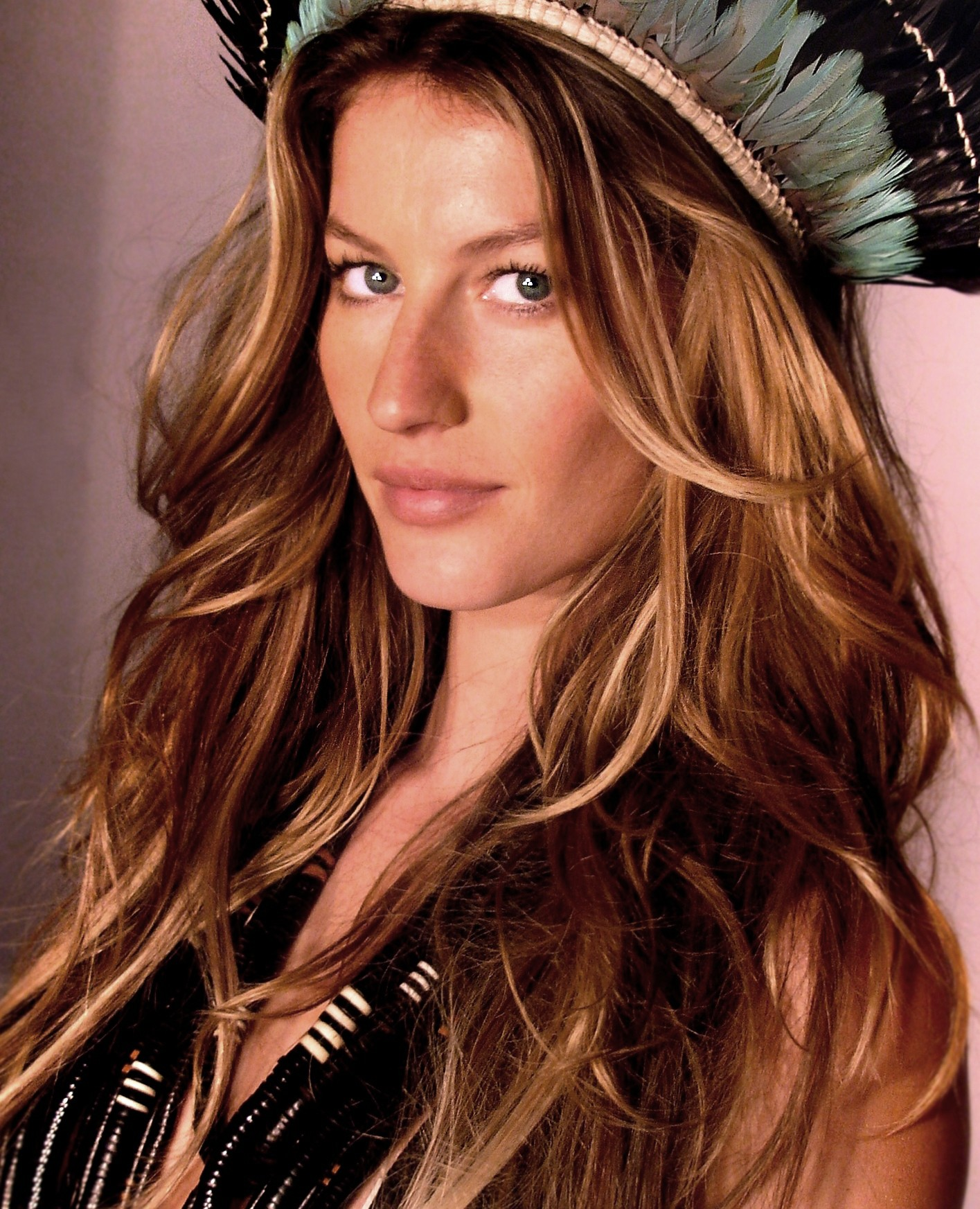

根據《財富雜誌》（Forbes），吉賽兒·邦臣是2012年世上最高身價的模特兒。她在世界百名權威女性裡排第89位。
1990年代后期，吉賽兒·邦臣成为首批成功的新潮模特儿。1999年，《时尚》杂志戏称她为“性感的回归模式”。
1999年時，19歲的吉賽兒·邦臣首次登上维多利亚的秘密大秀擔任“维多利亚的秘密天使”，開啟超模登台時代，連續7年擔任維密天使，最終在2007年離開維密，據傳是因為她的續約價碼太高緣故。多年來吉賽兒·邦臣對於當年這個決定，始終沒有給外界一個肯定的說法，終於在2018年她在新推出的自傳當中給了大家真正的答案。當年會離開維密，主要是吉賽兒·邦臣自己開始覺得僅穿內衣褲走在伸展台上很不自在，她認為內衣超模的職業生涯階段該結束了，因此才決定離開维多利亚的秘密，所以並不是外傳的價碼過高所以維密不跟她續約這個原因。雖然吉賽兒·邦臣在維密僅待了7年，但她相當感謝這個公司當年對她的全力栽培。
自2001年以来，吉賽兒·邦臣連續蟬聯15年最賺超模冠軍，即使她在2015年4月宣布退出伸展台，但她依舊拿下2016年的最賺超模冠軍頭銜。资产达到7000万美元。
2015年3月她宣布將在4月走完巴西的聖保羅時裝週後，退出伸展台。有媒體稱譽吉賽兒·邦臣是最後一個超模，而她的引退對模特兒圈則是一個「時代的終結」。
作为一个业余演员，她有三部電影作品，其中在2004年主演了《終極殺陣：計程車女王》，她飾演一位女殺手「凡妮莎」。2006年在電影《穿普拉达的女王》客串一角，據說吉賽兒·邦臣答應在此片中露臉，她開了一個條件，就是她不要在片中飾演一個模特兒。

## 私人生活
吉賽兒·邦臣曾經和好萊塢著名男演員李奧納多·狄卡皮歐交往五年，2005年11月分手。2009年2月26日，她在洛杉磯祕密嫁給美式足球運動員湯姆·布雷迪（Tom Brady），同年12月，吉賽兒·邦臣诞下一子，取名为Benjamin Brady；2012年12月5日诞下一女，取名为Vivian。
2022年10月29日，邦臣宣布与布雷迪离婚，結束了13年的婚姻生活。

## 電影作品
| 年度   | 影片                     | 角色   | 備註   |
| ------ | ------------------------ | ------ | ------ |
| 2004年 | 《終極殺陣：計程車女王》 | 凡妮莎 | 主演   |
| 2006年 | 《穿著Prada的惡魔》      | 賽琳娜 | 客串   |
| 2008年 | Coração Vagabundo        | 自己   | 紀錄片 |

## 外部連結
- 官方網頁（页面存档备份，存于）
- Gisele Bundchen.NU | Your #1 Source for Everything Gisele Bundchen
- Official website of Dilson Stein - Gisele's first discoverer （页面存档备份，存于）
- Gisele Bündchen在互联网电影资料库（IMDb）上的資料（英文）
- 吉赛尔·邦辰的Instagram帳戶
- Gisele Bundchen於模特兒目錄（Fashion Model Directory）的相關資料

| 前任： 安琪拉·琳德沃 | 超級名模世界排名歷年第一位 2000-2001 | 繼任： 安琪拉·琳德沃 |